# گلوله قاتل (فیلم ۲۰۱۲)
گلوله قاتل (به انگلیسی: Bullet Assassin) یک فیلم ویدئویی آمریکای در ژانر دلهره‌آور و درام محصول سال ۲۰۱۲ به کارگردانی آیزاک فلورنتین می‌باشد.

## داستان
داستان زمانی شروع می‌شود که فردی ناشناس بر اساس لیستی که تهیه کرده‌است شروع به کشتار تروریست‌ها می‌کند که در این میان تحت تعقیب مأموران آمریکایی در اروپا قرار می‌گیرد. عامل اصلی مأمور سابق اف‌بی‌آی «رابرت» (کریستین اسلاتر) هست که توسط سفیر آمریکا «اشدون» (دونالد ساترلند) برای کشف هویت قاتل استخدام شده‌است و

## بازیگران
- کریستین اسلیتر ... رابرت
- دونالد ساترلند
- Elika Portnoy
- تیموتی اسپال
- بشار پولاد ... عبدالله سعید